# Dvorac (Sv. Križ Začretje)
Dvorac Sv. Križ Začretje je višeslojni objekt u općini Sveti Križ Začretje, zaštićeno kulturno dobro.

## Opis dobra
Dvokatni dvorac, dominantno smješten na istočnoj strani trga u Sv. Križu Začretju, svojim glavnim pročeljem gleda na dolinu rijeke Krapinice, dok se u njega ulazi s dvorišne strane kroz aleju kestenova i vrtni portal na njezinom početku. Tlocrta u obliku slova „V“ s dva duga, međusobno razmaknuta krila, spojena polutornjem, nosi obilježja kasnobaroknog klasicizma. Pročelja dvorca imaju jednostavnu, geometriziranu plastičnu artikulaciju. Građen u nekoliko etapa tijekom 18. st. nekoć je bio u posjedu velikaških obitelji Keglević, Sermage i Vranyczany. Vrijednost i osobitost daje mu perivoj nastao krajem 18. st. U sklopu dvorca očuvala se jednokatna žitnica i prizemna staja.

## Zaštita
Pod oznakom Z-1730 zavedena je kao nepokretno kulturno dobro – pojedinačno, pravna statusa zaštićena kulturnog dobra, klasificirano kao "profana graditeljska baština".